# Baltisches biografisches Lexikon digital
Балтийский биографический словарь онлайн (нем. Baltisches biografisches Lexikon digital; сокр. BBLD) — немецкоязычная интернет-энциклопедия, которая содержит биографии балтийских немцев.
На веб-странице возможен поиск среди более чем 5 500 биографических справок. Представление возможно в HTML или JPG формате (сканы страниц).

## Название
| дата       | полный                                          | сокращённое обозначение |
| ---------- | ----------------------------------------------- | ----------------------- |
| 2012       | Baltisches Biographisches Lexikon digital       | BBLd                    |
| 2018-09-25 | Baltisches Biographisches Lexikon Digital       | BBLD                    |
| 2019-03-19 | BBLD — Baltisches biografisches Lexikon digital | BBLD                    |

## Книга
BBLD представляет собой оцифрованную версию фундаментального труда «Балто-немецкий биографический словарь 1710—1960», который создал по заданию Балтийской исторической комиссии (BHK) юрист балто-немецкого происхождения Олаф Вельдинг. В 1970 году словарь выпустил историк Вильгельм Ленц в издательстве Böhlau Verlag при сотрудничестве историков и генеалогов Эрика Амбургера и Георга фон Крузенштерна. В 1998 году стереотипное переиздание вышло в издательстве Hirschheydt.

## 2012
В 2012 г. Балтийская историческая комиссия разместила онлайн-версию словаря в интернете, после того, как все биографии посредством программы распознавания текста были оцифрованы и дополнительно обработаны. В HTML-версии планируется расширить биографии и дополнить биографиями эстонцев, латышей и литовцев, чтобы на основе балто-немецкого словаря создать балтийский словарь.

## Идентификаторы
Идентификаторы создаются из разных источников.
|             | действительный (gültig) | недействительным (ungültig)         |
| ----------- | ----------------------- | ----------------------------------- |
| ISNI        | 0000000458752387        | 0000000110297096                    |
| ISBN (GTIN) | 9783412426705           |                                     |
| ISSN (GTIN) | 9772193164005           |                                     |
| GND         | GND100098932            | GND1032540540                       |
| Meta-Daten  | Adolphi-1               | Ostwald-Wilhelm-Friedrich-1853-1932 |

### Форматы
1. 2018-06-06 — Исключение символа «X» в конце. // Викиданные не могут хранить идентификаторы с пробелами в конце.
2. 2018-06-07 — Исключение символов «~, :[]äöüß» // Предотвращение процентного кодирования в URL-адресах.
3. 2018-07-26 — Regex /^[0-9A-Z][-.0-9A-Za-z]{1,160}[0-9Xa-z.]$/ — Длина и возможные символы ограничены
4. 2019-01-14 — Regex /^[0-9A-Z][-.0-9A-Za-z]{1,70}[0-9Xa-z.]$/ — Длина ограничена 72 символами
5. 2019-01-19 — Regex /^[0-9A-Z][-.0-9A-Za-z]{1,62}[0-9Xa-z.]$/ — Длина ограничена 64 символами
6. 2019-03-17 — Regex /^[0-9A-Z][-.0-9A-Za-z]{1,62}[0-9Xa-z]$/ — Исключение символа «.» в качестве последнего символа. // В некоторых программах, например, MediaWiki, нарушается автоматическое преобразование URL-адресов с конечной точкой в ссылки.
7. 2019-04-16 — Regex /^[0-9A-Z][-.0-9A-Za-z]{1,54}[0-9Xa-z]$/ — Длина ограничена 56 символами
8. 2019-04-20 — Regex /^[0-9A-Z][-.0-9A-Za-z]{1,46}[0-9Xa-z]$/ — Длина ограничена 48 символами
9. 2019-07-05 — Regex /^[0-9A-Z][-.0-9A-Za-z]{1,38}[0-9Xa-z]$/ — Длина ограничена 40 символами
10. 2019-07-07 — Regex /^[0-9A-Z][-0-9A-Za-z]{1,38}[0-9Xa-z]$/ — Исключение символа «.»
11. 2019-08-13 — Regex /^[0-9A-Z][-0-9A-Za-z]{1,38}[0-9A-Za-z]$/ — Allow A-Z at the end
12. 2019-10-03 — Regex /^[0-9A-Z][-0-9A-Za-z]{1,30}[0-9A-Za-z]$/ — Длина ограничена 32 символами
13. 2019-11-19 — Regex /^[0-9A-Z][-0-9A-Za-z]{1,28}[0-9A-Za-z]$/ — Длина ограничена 30 символами
14. 2019-12-01 — Regex /^[0-9A-Z][-0-9A-Za-z]{1,26}[0-9A-Za-z]$/ — Длина ограничена 28 символами
15. 2019-12-06 — Regex /^[0-9A-Z][-0-9A-Za-z]{1,24}[0-9A-Za-z]$/ — Длина ограничена 26 символами
16. 2019-12-10 — Regex /^[0-9A-Z][-0-9A-Za-z]{1,22}[0-9A-Za-z]$/ — Длина ограничена 24 символами
17. 2019-12-22 — Regex /^[0-9A-Z][-0-9A-Za-z]{1,18}[0-9A-Za-z]$/ — Длина ограничена 20 символами
18. 2020-01-05 — Regex /^[0-9A-Z][-0-9A-Za-z]{1,14}[0-9A-Za-z]$/ — Длина ограничена 16 символами